# Monte Caucaso
Monte Caucaso este o arie protejată (arie specială de conservare — SAC, sit de importanță comunitară — SCI) din Italia întinsă pe o suprafață de 293 ha, integral pe uscat.

## Localizare
Centrul sitului Monte Caucaso este situat la coordonatele 44°27′31″N 9°13′50″E / 44.458611°N 9.230556°E.

## Înființare
Situl Monte Caucaso a fost declarat sit de importanță comunitară în iunie 1995 pentru a proteja 36 de specii de animale. Situl a fost protejat și ca arie specială de conservare în aprilie 2017.

## Biodiversitate
Situată în ecoregiunea mediteraneană, aria protejată conține 8 habitate naturale: Pajiști uscate europene, Formațiuni de Juniperus communis pe lande sau pajiști calcaroase, Păduri de fag Luzulo-Fagetum, Pajiști uscate seminaturale și facies de acoperire cu tufișuri pe substraturi calcaroase (Festuco-Brometalia) (* situri importante pentru orhidee), Liziere de ierburi înalte hidrofile de câmpie și de nivel montan până la alpin, Păduri de Castanea sativa, Pante stâncoase silicioase cu vegetație casmofită, Pajiști carstice calcaroase sau bazofile, de Alysso-Sedion albi.
La baza desemnării sitului se află mai multe specii protejate:
- păsări (34): pițigoi codat (Aegithalos caudatus), ciocârlie-de-câmp (Alauda arvensis), fâsă-de-câmp (Anthus campestris), fâsă de pădure (Anthus trivialis), șorecarul comun (Buteo buteo), caprimulg (Caprimulgus europaeus), sticlete (Carduelis carduelis), florinte (Chloris chloris), cioară neagră (Corvus corone), cuc (Cuculus canorus), pițigoi albastru (Cyanistes caeruleus), ciocănitoare pestriță mare (Dendrocopos major), presură sură (Emberiza calandra), presură de munte (Emberiza cia), măcăleandru (Erithacus rubecula), vânturel roșu (Falco tinnunculus), cinteză (Fringilla coelebs), gaiță (Garrulus glandarius), rândunică (Hirundo rustica), sfrâncioc roșiatic (Lanius collurio), câneparul (Linaria cannabina), pițigoi mare (Parus major), pițigoi de brădet (Periparus ater), codroș de munte (Phoenicurus ochruros), pitulice de munte (Phylloscopus collybita), ciocănitoarea verde (Picus viridis), mugurarul (Pyrrhula pyrrhula), mărăcinar negru (Saxicola torquatus), țiclete (Sitta europaea), huhurez mic (Strix aluco), silvie cu cap negru (Sylvia atricapilla), pănțărușul (Troglodytes troglodytes), mierlă (Turdus merula), sturz-cântător (Turdus philomelos)
- mamifere (1): lupul (Canis lupus)
- nevertebrate (1): Euplagia quadripunctaria

Pe lângă speciile protejate, pe teritoriul sitului au mai fost identificate 22 de specii de plante, 2 specii de amfibieni, 5 specii de nevertebrate, 2 specii de reptile.